# Nicolaus Faber
Nicolaus Faber (genaue Lebensdaten unbekannt, * wahrscheinlich in Bozen) war ein bayerischer Geistlicher und Kantor.
Nicolaus Faber ist einzig durch die Nennung auf dem Titelblatt der musiktheoretischen Schrift Musicae rudimenta des Johannes Aventinus, gedruckt in Augsburg 1515, bekannt. Dort heißt es „Nicolaus Faber Vuolazanus illustrissimi Principis Arionisti vtriusque Boiariae Cantor et a Sacris“. Danach war er Kantor und Kaplan bei Herzog Ernst von Bayern. Von ihm stammen eventuell die Noten auf dem Titelblatt sowie ein vorausgestellter Distichon. Er ist möglicherweise identisch mit Nikolaus Georg Fabri, Hofkaplan Herzog Ludwigs X. von Bayern, der mit Aventinus befreundet war.